# Paulo Schettino
Paulo Sérgio Miranda Schettino (Leopoldina, 2 de maio de 1941) é um advogado, ex-delegado da Polícia Civil de Minas Gerais, político e dirigente de futebol mineiro. Foi presidente da Federação Mineira de Futebol e conselheiro do Clube Atlético Mineiro.

## Carreira
Delegado Geral da Polícia Civil, Schettino foi também conselheiro fiscal do IPSEMG entre 1974 e 1985.

## Política
Paulo Schettino foi eleito deputado estadual pelo PTB nas eleições de 1994, fazendo parte da 13ª Legislatura.

## Federação Mineira de Futebol
Paulo Schettino exerceu seu primeiro cargo diretivo na FMF nos anos 80, tendo sido diretor em dois períodos (1985-1988 e 1989-1990). Em outros três mandatos, foi vice-presidente da entidade (1991-1993, 1994-1997 e 2000-2003).
Em 2003, Schettino foi alçado à condição de presidente devido ao afastamento de vários dirigentes da federação, incluindo o então presidente Elmer Guilherme Ferreira. Tendo completado o mandato vigente de Elmer Guilherme, foi reeleito para o cargo em 2004 e 2008. Em 2011, aprovou-se em assembleia geral de clubes e ligas a prorrogação de seu mandato por mais dois anos, até dezembro de 2014. Em 09/05/2013, a Justiça cassou a liminar que o mantinha no cargo, sendo a partir desta data destituído.